# Posithiva Gruppen
Posithiva Gruppen är en rikstäckande ideell, partipolitiskt och religiöst obunden medlemsförening och patientorganisation för personer som lever med hiv i Sverige, bildad 1985. 
Posithiva Gruppen erbjuder stöd, rådgivning, mötesplatser, utbildning och psykosocial verksamhet för personer som lever med hiv, samt bevakar rättigheter, bedriver påverkansarbete och arbetar för att öka kunskapen om hiv i samhället i syfte att motverka stigmatisering och fördomar.

## Historia
Posithiva Gruppen (då Positiva Gruppen) bildades i Stockholm 1985 ur RFSL:s stöd- och nätverksgrupper som en kamratförening för homo- och bisexuella män med hiv. Fokus låg på att erbjuda ett socialt sammanhang och kamratstöd, men också på att ge information. Medlemmarnas anonymitet var central.
År 1989 fick föreningen sin första öppet hivpositiva ordförande, Rolf Veidahl. Samma år började föreningen att aktivt och utåt verka för hivpositiva personers rättigheter. Medlemmar deltog bland annat på olika internationella konferenser.
År 1990 hade föreningen cirka 600 medlemmar. I början av 90-talet anordnade föreningen bland annat middagar, anhörigkvällar, temakvällar och sommarläger för sina medlemmar. Föreningen etablerade också en jourtelefon och en ungdomsgrupp, samverkade med andra hivorganisationer och informerade om hiv på skolor och företag. År 1993 bytte föreningen namn till Posithiva Gruppen.
Sedan 2023 är medlemskap i Posithiva Gruppen öppet för alla som lever med hiv. Posithiva Gruppen bedriver även separatistiska verksamheter för homo- och bisexuella män, kvinnor, transpersoner, unga (18–30 år) och personer 50+.